# Taibao, Guangdong
Taibao är en köping i sydöstra Kina. Den ligger i Lianshan härad i staden Qingyuan i provinsen Guangdong, omkring 200 kilometer nordväst om provinshuvudstaden Guangzhou. Antalet invånare är 9 142. Befolkningen består av 4 319 kvinnor och 4 823 män. Barn under 15 år utgör 18,0 %, vuxna 15-64 år 69 %, och äldre över 65 år 11,0 %.